# Заштита пре свега (филм)
Заштита пре свега је српски филм из 2023. године, у режији Павла Вучковића и по сценарију Ивана Зекића, који је сценарио прилагодио из сопствене позоришне представе. Филм је премијерно приказан, у главном програму ван конкуренције, на 30. издању Фестивала европског филма у Палићу.
Oд 5. априла 2024 године филм је доступан на стриминг платформи Аpollon.

## Радња
Радња филма прати два млада пара из Београда у време епидемије ковида, који покушавају да започну везу. Несташица контрацептива их спречава да ступе у интимне односе, па крећу у потрагу. Кроз цело вече се сусрећу са изопаченим ликовима који им кваре планове.

## Улоге
| Глумац               | Улога |
| -------------------- | ----- |
| Симонида Мандић      |       |
| Марта Богосављевић   |       |
| Страхиња Блажић      |       |
| Александар Ристоски  |       |
| Александар Радојичић |       |
| Бранко Јанковић      |       |
| Радоје Чупић         |       |
| Данина Јефтић        |       |
| Немања Оливерић      |       |
| Жарко Степанов       |       |
| Радован Вујовић      |       |
| Иван Зекић           |       |